# Service-Level-Agreement
Ein Service-Level-Agreement (SLA, deutsch Dienstleistungsvereinbarung, auch Dienstleistungsgüte-Vereinbarung) bezeichnet einen Rahmenvertrag bzw. die Schnittstelle zwischen Auftraggeber und Dienstleister für wiederkehrende Dienstleistungen.

## Allgemeines
Ziel ist es, die Kontrollmöglichkeiten für den Auftraggeber transparent zu machen, indem zugesicherte Leistungseigenschaften wie etwa Leistungsumfang, Reaktionszeit und Schnelligkeit der Bearbeitung genau beschrieben werden. Wichtiger Bestandteil ist hierbei das Servicelevel, welches die vereinbarte Leistungsqualität beschreibt und Angaben zum Leistungsspektrum (z. B. Zeit, Umfang), zur Verfügbarkeit, zur Reaktionszeit des Anbieters etc. enthält. Typisches Beispiel ist der Betrieb von Servern, der 24 Stunden am Tag, 7 Tage die Woche mit einer Ausfallrate von z. B. maximal 0,1 % im Jahr und einer Reaktionszeit von 30 Minuten nach Schadensmeldung von einem externen Dienstleister gewährleistet sein soll.
Um die Güte einer Leistung zu objektivieren, wird die Dienstleistung in verschiedene Stufen eingeteilt, die vom Leistungsersteller angeboten werden. Diese Service Level spezifizieren, in welcher Form eine Dienstleistung erbracht werden kann.

## Geschichte und Kontext
Service Level Agreements wurden ursprünglich im Umfeld von Outsourcing-Projekten verwendet. Später gelangten sie
in den Bereich der IT-Dienstleistungen, werden heutzutage auch für andere Dienstleistungen verwendet wie zum Beispiel Gebäudereinigung, Instandhaltungsleistungen, Finanzmanagement, Buchhaltung, Entgeltabrechnung. In Deutschland und der Schweiz sind SLAs durch ITIL bekannt geworden.
SLAs sind ein wesentlicher Bestandteil des Service-Level-Management (SLM). Im Rahmen des Service-Level-Management-Prozesses werden SLAs immer wieder überarbeitet und an geänderte Geschäftsanforderungen, die aktuellen Marktgegebenheiten und neue Kundenanforderungen angepasst.

## Begriffsabgrenzung
Vom Service Level Agreement (SLA) ist das Operational Level Agreement (OLA) zu unterscheiden. Ein OLA dient oft der Unterstützung bzw. der Absicherung eines SLA. Da diese Vereinbarungen zwischen Abteilungen desselben Unternehmens geschlossen werden, gelten diese in der Regel nur für den Dienstleister intern. Ein Underpinning Contract (UC) wiederum ist ein Absicherungsvertrag einer vereinbarten Leistung zwischen dem Service-Anbieter und einem für ihn tätigen Dienstleister. Abhängigkeiten bestehen insoweit als zugesicherte Leistungen durch unterstützende Verträge mit fremden Ressourcen gewährleistet werden und über Eskalationsmechanismen reaktiv miteinander in Beziehung stehen.
Die formale Vereinbarung mit exakter Definition der technischen Parameter eines SLA wird mit Hilfe von Service Level Specification (SLS) oder Service Level Objective (SLO) durchgeführt.
Die Servicegarantie hat eine sehr ähnliche Zielsetzung, diese wird aber einem Verbraucher in einer standardisierten Form versprochen.

## Vereinbarungsinhalte
Wesentliche Inhalte eines SLAs:
- Zweck
- Vertragspartner
- Reviews
- Änderungshistorie
- Leistungsbeschreibung
- Verantwortung Leistungserbringer
- Verantwortung Leistungsempfänger
- Verfügbarkeit des Services
- Standards
- Job-Planung/-Wartung
- Service-Level-Kennzahlen (KPI)[3]
- Messzeitraum
- Sonstige Definitionen
- Externe Verträge
- Eskalationsmanagement
- Preisgestaltung
- Rechtsfolgen bei Nichteinhaltung (insbesondere Vertragsstrafen)
- Vertragslaufzeit
- Unterschriften

Die Definition von SLAs soll dem SMART-Prinzip folgen. Der Auftraggeber erhält eine in den SLAs fixierte Leistung (z. B. Reaktionszeiten des Supports, Wiederherstellung von Daten etc.) zu einem vereinbarten Preis und der Auftragnehmer garantiert, dass er sich an diese Vereinbarung hält.
SLAs sollen einerseits eine Preis/Leistungs-Transparenz für Kunden und Partner schaffen, andererseits bieten sie eine Unterstützung bei der Streitschlichtung oder der Streitvermeidung, indem bei der – möglicherweise gemeinsamen – Ausarbeitung oder bei der Präsentation des SLA die kritischen Punkte geklärt werden.

## Einige Beispiele für SLA-Anwendungen
Anwendung von SLAs findet man überall dort, wo es ein geregeltes Dienstleistungsverhältnis zwischen einem (Dienstleistungs-)Lieferanten und einem Leistungsempfänger (Kunde) gibt. Beispielhaft werden SLAs in Outsourcing-Verträgen und in Shared Service Center eingesetzt. Nachfolgend einige Beispiele, in welchen Gebieten SLA heute verwendet werden:
- Logistik
- Facilitymanagement
- E-Mail-Anwendungen
- Enterprise-Resource-Planning (ERP)
- E-Shop (E-Commerce)
- Billingsystem
- E-Payroll (elektronische Gehaltsabrechnung)
- Financial Information Services
- Telekommunikation (Telefon oder Mobilfunk)
- Callcenter
- Personaldienstleistung
- Hosting / Housing von Servern
- Cloud Computing
- IT-Service-Management (für Applikationen)

Service Level Agreements lassen sich auch für die unterschiedlichsten Services im Bereich der Gebäudebewirtschaftung (z. B. Reinigung und Wärmeversorgung) einsetzen. Für das Service Level Agreement „Instandhaltung“ von Immobilien eignet sich zur Bestimmung der Messgrößen die Definition von Bauelementqualitäten mittels Verfahren ERAB.